# Meliturgula eardleyana
Meliturgula eardleyana là một loài Hymenoptera trong họ Andrenidae. Loài này được Patiny mô tả khoa học năm 2000.